# Rosco e Sonny
Rosco e Sonny sono una coppia di personaggi dei fumetti ispirati a Starsky e Hutch dell'omonimo telefilm e creati nel 1981 dallo sceneggiatore Claudio Nizzi con i disegni dapprima di Giancarlo Alessandrini e in seguito di Rodolfo Torti, il quale continuerà  sui testi di Rudy Salvagnini. La serie è stata pubblicata sulla rivista Il Giornalino, con cadenza periodica a partire dal n. 46 del 22 novembre 1981 fino al n. 19 del 6 maggio 2012.
I due simpatici poliziotti sono in servizio al Quindicesimo Distretto di Mallaby Street, in una città molto simile a New York. Il loro capo è il capitano O'Connel.
Rosco Malloy è biondo e ha i baffi, indossa sempre giacca e cravatta ed è un tipo serio. Nel primo episodio ha 40 anni, è scapolo e vive solo. 
Sonny Rizzo è ricciolo e coi capelli rossi, veste camicia, giubbotto, jeans e scarpe da ginnastica ed è un giovane spigliato. Nel primo episodio si viene a sapere che ha 27 anni, che è scapolo, che vive con la sorella Lydia e che anche suo padre era un poliziotto.
Nelle avventure non c'è mai troppa violenza e il lieto fine è sempre assicurato, visto che Il Giornalino, della Edizioni San Paolo, si indirizza a un pubblico anche molto giovane.
In tempi più recenti i due amici sono aiutati da un computer portatile che dà loro molti suggerimenti.
L'ultima storia, intitolata Missione finale, li vede cambiare lavoro: Rosco annuncia che farà lo scrittore e Sonny annuncia che si dedicherà al baseball per allenare i giovani. Il capitano O'Connel, allora, li congeda così: «Comunque la Polizia sarà sempre pronta ad accogliervi! E se avrò bisogno di voi... voglio proprio vedere se avrete il coraggio di dirmi di no!», a cui Sonny risponde: «Quello mai, capo!» e ciò lascia aperto uno spiraglio per possibili nuovi episodi.

## Storie
1. Lo scippo
2. Trappola per Il Ragno
3. Un caso banale
4. Il piano
5. Agguato al molo
6. Appuntamento col delitto
7. La signora senza telefono
8. Un giovanotto nei guai
9. La casa dei fantasmi
10. La bambola
11. Il misterioso King Kong
12. Una chiamata urgente
13. Taxi
14. Rapimento
15. Toro Seduto colpisce ancora
16. Pedinamenti
17. Appuntamento al molo 9
18. Il vicino di casa
19. Il piromane
20. La setta del Cobra
21. Il superpoliziotto
22. Ipnosi
23. Il dinamitardo
24. Un agente mancato
25. Nato con la camicia
26. Giorno di riposo
27. La pianta
28. Palla di neve
29. Al luna park
30. Esaurimento nervoso
31. La ragazza di Sonny
32. Il mostro del metrò
33. Pattini
34. La statuetta mancante
35. Naso a patata
36. Dal dentista